# Renée Seilhean
Renée Jeanne Seilhean (née à Bordeaux le 18 mars 1897 et décédée à Cadaujac le 20 juin 1990) est une artiste peintre. Elle enseigna notamment à l'École des beaux-arts de Bordeaux.

## Jeunesse et Formation
Renée Seilhean est née le 18 mars 1897 au 23, rue de la Course, dans le quartier des Chartrons à Bordeaux. Elle est l'aînée des quatre enfants de Guillaume Joseph Gaston  Seilhean, négociant en vin, et d'Adrienne Jeanne Jambacchi. Ses parents emménagent quelques années plus tard au 88, Cours de La Martinique, qu'elle gardera comme résidence tout au long de sa vie.
Étudiante à l'École des Beaux-Arts de Bordeaux, elle y fut l'élève de François-Maurice Roganeau. Elle fit ensuite plusieurs stages à Paris, jusqu'en 1940, à l'atelier des fresques de l'École nationale supérieure des beaux-arts, à l'Académie Ranson, à l'Académie scandinave. Elle y eut pour maîtres Paul Baudoüin, Othon Friesz, Roger Bissière, Jules-Emile Zingg, et y rencontra d'autres peintres, hors des académies, notamment dans la mouvance de l'École de Paris.

## Carrière
Renée Seilhean a notamment été reconnue, dès les années 1920, en tant que peintre de natures mortes et de paysages. Elle a puisé une partie de son inspiration dans les paysages du Sud-Ouest de la France, (Port de Bordeaux, Bassin d'Arcachon, Pyrénées), du Pays basque espagnol, et de Venise. De ses voyages elle rapportait des dessins à l'encre et des gouaches. Elle a aussi été remarquée dans la peinture de portraits, et de silhouettes féminines.
Elle exposa dès 1923 au Salon des Artistes Français, dont elle devint membre associé et dont elle reçut la médaille d'argent en 1926, classée hors concours. Elle y fut notamment remarquée par les conservateurs du musée Cantini de Marseille. Elle participa aussi au Salon d'automne, au Salon de la Société nationale des beaux arts.
Elle était membre de la Société des artistes méridionaux depuis 1930 et a régulièrement exposé dans plusieurs galeries et salons bordelais (Société des amis des arts de Bordeaux de 1919 à 1939, Salon d'Automne de Bordeaux à partir de 1946, Salon Indépendant bordelais à partir de 1949, galerie des Amis des lettres, salon de l'Œuvre), ainsi que dans son propre atelier (l'Atelier) du 46 rue Turenne.
Membre de la Société des artistes indépendants depuis 1945, et du groupe Regard fondé par Jac Belaubre, depuis 1956, elle a reçu le prix de l'Académie des sciences, belles-lettres et arts de Bordeaux en 1945, le premier grand prix des anciens élèves des beaux-arts et le prix de l'Académie du vin de Bordeaux, en 1953.
Elle fut nommée, dès 1930, professeur de décoration dans les cours annexes de l'École des beaux-arts de Bordeaux, puis de 1954 à 1956, professeur suppléant de la classe de dessin de Pierre-Albert Bégaud. Parallèlement elle forma de nombreux élèves au cours Saint-Seurin et dans son atelier.

## Postérité
Elle eut notamment pour élèves : Marie-Henriette Bahans, Alain de Condé, Philippe Dubois, Marcel Dubuc, Alain Lequesne, Jean José Parsons, Martine Pinsolle.
Une place porte son nom à Bordeaux, au cœur de la Cité de La Bombe, au sud de la gare Saint-Jean.